# Inferență
Inferența este un proces logic care derivă o concluzie dintr-o premisă, adică extrage o consecință necesară, o informație specifică, dintr-o descriere de stare dată.
Inferența este o operație logică de trecere de la un enunț la altul și în care ultimul este dedus din primul (enunț).
Inferența sau deducția este componenta esențială a unui raționament, ea analizează conținutul informațional inițial disponibil, formulat într-o propoziție sau lanț de propoziții, cercetează conținutul fiecărei propoziții, eventuale relații interne sau cu alte propoziții, caută dependențe între predicatele caracterizante de stare ale fiecărei propoziții, face legături corelante, adică inferențiale, maxim de probabile sau necesare, între propoziții sau predicatele unei propoziții și obține sau derivă o informație suplimentară.
Schema generală a procesului inferențial este următoarea:
Dacă are loc starea sau relația 'A', atunci urmează să aibă loc situația sau relația 'B', sau dacă există sau se întâmplă 'A și B', în această ordine, va exista sau se va întâmpla 'C'.
Sau: 'Dacă A atunci B', 'dacă C atunci D', asta însemnând că dacă constatăm 'starea A', va urma 'starea B', iar dacă constatăm 'starea C', consecința necesară va fi 'starea D'.
Sunt posibile o varietate de moduri inferențiale, dependente de tipul de premise și de corelarea între premise.
Inferențele se fac atât în spațiul formal al logicii sau al matematicii, permițând demonstrarea diferitelor afirmații, cât și în spațiul evenimentelor naturale.
În informatică, în domeniul Inteligenței Artificiale,  inferența reprezintă procesul prin care un model lingvistic LLM este utilizat pentru a genera texte. Inferența se realizează pe baza corpului de text folosit la crearea modelului (trainingul) și a exemplelor folosite în post-training cu supravegherea umană.

## Exemple
Un exemplu de inferență în spațiul natural ar fi:
Dacă undeva în largul mării sau în interior, dar în apropierea țărmului, a avut loc un cutremur cu o anume magnitudine, bazat pe observațiile anterioare și pe corelarea cauzală între evenimente, se pot infera următoarele:
Va apărea un val de cutremur numit și tsunami, cu o anume amplitudine, adică înălțime și viteză de propagare, care poate invada o anume linie de țărm joasă, poate produce inundații fulgerătoare, masive, și distrugeri catastrofale.
În consecință, imediat ce se înregistrează cutremurul, va trebui declanșată o alarmă de atenționare care să pună în alertă și să evacueze sau pregătească pe cei care pot suferi consecințele valului creat.